# 景公 (魯)
景公（けいこう）は、魯の第33代君主。名は匽。康公の子で、康公の後を受けて魯国の君主となった。在位21年。